# Buffalo Lake (Alberta)
Der Buffalo Lake ist ein See in der kanadischen Provinz Alberta.

## Lage
Der Buffalo Lake liegt 40 km nordöstlich von Red Deer. Der 93,5 km² große See liegt auf einer Höhe von 780 m und grenzt an die Countys Camrose, Stettler und Lacombe. Der See ist in zwei größere und ein kleineres Becken gegliedert. Hauptzufluss ist der Parlby Creek. Den Abfluss des Sees bildet der Tail Creek, ein linker Nebenfluss des Red Deer River, sofern der Wasserspiegel die Höhe von 782 m überschreitet, was seit 1950 nicht mehr der Fall war. Aufgrund des fehlenden Abflusses ist das Wasser leicht salzhaltig.
Am Buffalo Lake liegt der Rochon Sands Provincial Park. Im See kommen Hecht und Quappe vor.